# サマーフィルムにのって
『サマーフィルムにのって』は、2021年8月6日に公開された日本映画。監督は松本壮史、主演は伊藤万理華。
時代劇映画に夢中な女子高生が未来からやってきた武士役のイメージにぴったりの少年に出会い、彼が出演する傑作時代劇を作ろうと奔走する姿を描く。キャッチコピーは「私たちの青春は、傑作だ。」。
2020年11月2日に第33回東京国際映画祭特別招待作品としてワールドプレミア上映が行われた。
なお、本作は興行通信社調べのミニシアターランキングにて週末動員数1位を獲得している。東京・ WHITE CINE QUINTO、グランドシネマサンシャイン、アップリンク吉祥寺を中心に、都内の劇場では公開日の8月6日から9日の4日間で計33回の満席を記録。大阪のシネ・リーブル梅田でも週末動員数1位となった。

## 製作
過去にドラマ、CM、MVなどを手掛けてきた松本にとって本作が初の長編作品となり、「最高にしびれる青春映画を撮りたいとずっと思っていました。 脚本の三浦直之（ロロ）と作ったこの物語は、友情も恋愛もSFもアクションも、夏の空気と一緒に全部がギュッと詰まっています。こんな時代ですが、スクリーンがとても似合う作品になったと思います」とコメントしている。
また、主演の伊藤は、「ハダシとして、とにかくそれぞれのキャラクターと向き合いました」と語り、キャストやスタッフの絆を深めるために撮影現場に  チェキを持ち込んだ。「写真があれば、みんな写ってくれる。そこで距離が近くなる」という伊藤の思いが伝わり、劇中の映画部のメンバー同様に出演者の絆も深まったという。この時のメイキングチェキ写真が公開されている。
なお、本作はコロナ禍の影響により撮影が一時中断しているが、ポスターの写真について、ブルーハワイ役の祷は「撮影が中断になった翌日、ポスターの写真撮影をしたんです。3人が屋上で叫んでいるのは、やけくそになっているところ。『なんで中止なんだ!』『絶対再開してやる!!』みたいな（笑）」と裏話を披露し、伊藤も「楽しそうだけど、やけくそだったよね」と回想している。

## あらすじ
高校3年生のハダシは、時代劇映画に夢中だが、所属する映画部ではキラキラした青春恋愛映画ばかり制作していることに不満が溜まっている。そんな時、ハダシのイメージする武士役そのままの少年・凛太郎と出会う。
ハダシは幼なじみのビート板、ブルーハワイと個性豊かな仲間たちを集め、彼の出演する映画を制作し、文化祭での上映をしようとするが、凛太郎はタイムトラベルで現代にやって来た未来人だと知ってしまう。

## キャスト
ハダシ
演 - 伊藤万理華
高校3年生。映画部所属。
勝新太郎をこよなく愛し、時代劇映画を撮影しようと考えている。
凛太郎を主演として「武士の青春」という時代劇映画を撮る。
凛太郎
演 - 金子大地
未来から来た少年。
ハダシから出演を依頼され、断り続けていたが「あなたでなければ撮らない」と言われ、出演をOKする。
ビート板
演 - 河合優実
ハダシの幼なじみ。天文部。ハダシの映画制作に撮影スタッフとして協力する。SF好き。
ブルーハワイ
演 - 祷キララ
ハダシの幼なじみ。剣道部。
剣の構え方の指導を行ってくれる。ハダシと同じく時代劇好きだが、実はラブコメも好き。
花鈴の映画撮影中に急にできた欠員の代役で念願のラブコメ出演を果たし見事に務める。
増山
演 - 池田永吉
録音担当。野球部補欠。
駒田
演 - 小日向星一
録音担当。野球部補欠。
野球のキャッチャーミットの音だけでどの投手が投げたか分かる特技を持つ。
小栗
演 - 篠田諒
照明担当。照明をたくさん付けたデコチャリを乗り回すヤンキー。繊細なライティングが売り。
花鈴
演 - 甲田まひる
ハダシのライバル。「大好きってしかいえねーじゃん」というキラキラ青春恋愛映画を撮る。
隼人
演 - ゆうたろう
花梨の撮る恋愛映画での相手役を演じている。
ダディボーイ
演 - 板橋駿谷
卓越した朗読力と高校生とは思えない時代劇的なルックスを持つ。ナレーションも担当している。

## スタッフ
- 監督 - 松本壮史
- 脚本 - 三浦直之（ロロ）、松本壮史
- 主題歌 - Cody・Lee(李)「異星人と熱帯夜」（sakuramachi records）[12]
- 製作 - 今野義雄、小西啓介、多湖慎一、川瀬賢二、篠田学
- プロデューサー - 静陽子、若林雄介
- アソシエイトプロデューサー - 杉山剛、小林亜理
- 撮影 - 岩永洋、山崎裕典
- 照明 - 谷本幸治
- 録音 - 久連石由文
- 美術 - 飯森則裕
- 編集 - 平井健一
- 音響効果 - 松浦大樹
- ヘアメイク - 板垣実和
- 衣装 - 神田百実
- キャスティング / 監督補 - 塩崎遵
- 制作担当 - 後藤一郎
- ラインプロデューサー - 大熊敏之
- 音楽プロデューサー - 剣持学人
- 写真家 - ヤスダ彩
- タイトルデザイン - Iyo Yamaura
- 配給・宣伝 - ハピネットファントム・スタジオ
- 制作プロダクション - パイプライン
- 製作 -「サマーフィルムにのって」製作委員会
- 協力作品
  - 「新・座頭市2」第10話「冬の海」　
  - 「MIFUNE: THE LAST SAMURI」Film Partners
  - 「十三人の刺客」（1965年公開）
  - 筒井康隆「時をかける少女」（角川文庫）